# 1947 en Norvège
Chronologie de la Norvège
- 1943
- 1944
- 1945
- 1946
- 1947
- 1948
- 1949
- 1950
- 1951

Cet article présente les faits marquants de l'année 1947 en Norvège ou relatifs à la Norvège.

## Gouvernance
- Haakon VII est roi de Norvège.
- Einar Gerhardsen est le chef du gouvernement.

## Événements
- 28 juillet : l'Ocean Liberty, cargo norvégien explose en rade de Brest. L'explosion des 740 tonnes de nitrate d’ammonium endommage plus de 4 000 immeubles. L'explosion fait 26 morts et des centaines de blessés[1].

## Naissances
- Naissance en Norvège en 1947

## Décès
- Décès en Norvège en 1947